# کودتای ۲۰۱۹ منطقه امهارا اتیوپی
کودتای ۲۰۱۹ منطقه امهارا اتیوپی (انگلیسی: 2019 Amhara Region coup d'état attempt) در ۲۲ ژوئن ۲۰۱۹ به وقوع پیوست و بخش‌هایی از نیروهای امنیتی در منطقه امهارا اتیوپی اقدام به کودتا علیه دولت محلی کردند. در این کودتا آمباچیو مکونن رئیس‌جمهور منطقه امهارا به قتل رسید. یک گارد حفاظت شخصی که طرفدار ملی گرایان بود، ژنرال سه‌آر مکونن رئیس ستاد نیروهای دفاع ملی اتیوپی و همچنین دستیارش گیزا آبرا را به قتل رساند. دفتر نخست‌وزیر ژنرال آسامینیو تسیج رئیس نیروهای امنیتی امهارا را رهبر این توطئه دانست.

## رویدادهای پس از کودتا
اینترنت در تمامی ایالت‌های نه‌گانه اتیوپی قطع شد و برخی منابع خبری از صدای تیراندازی در شهر آدیس آبابا پایتخت این کشور خبر دادند.